# Heiji monogatari

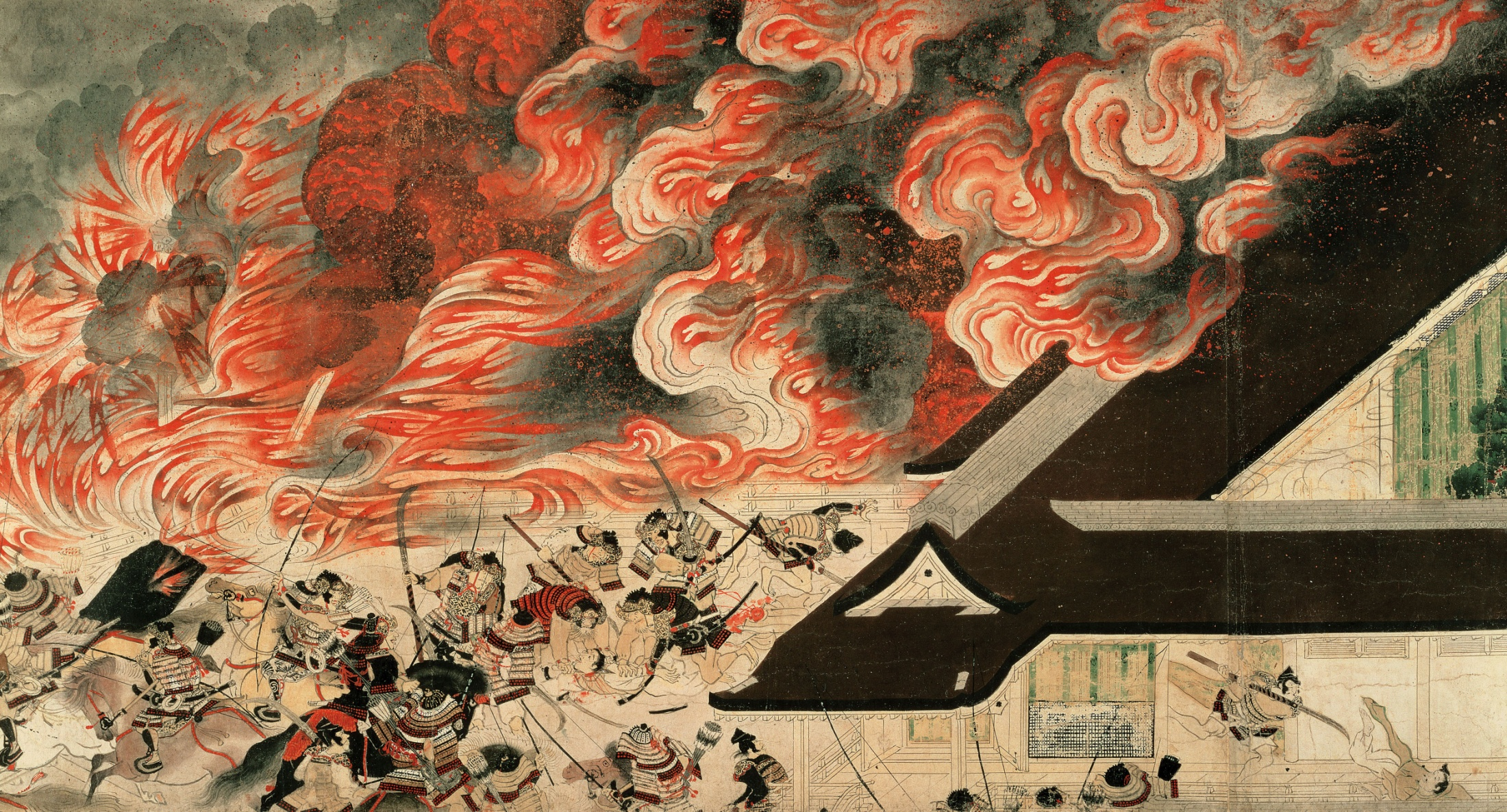
Ataque nocturno al Palacio Sanjo (detalle)

El Cantar de Heiji (平治物語, Heiji monogatari) es una epopeya de guerra japonesa (gunki monogatari) que detalla los eventos de la Rebelión Heiji de 1159-1160, en la que el jefe del clan samurái Minamoto no Yoshitomo atacó y asedió Kioto, como parte de una disputa de sucesión imperial, en la que se le opuso Taira no Kiyomori, jefe del clan Taira. El cuento, como la mayoría de los monogatari, existe en tres formas principales: escrita, oral y pintada.
El texto original a veces se atribuye a Hamuro Tokinaga, y está escrito en 36 capítulos. Como es el caso con la mayoría de los otros monogatari, el texto ha sido reescrito y revisado muchas veces a lo largo de los años, y también se ha convertido en una tradición oral. Muy a menudo, el Cantar de Heiji se cantaría como una continuación del Cantar de Hōgen, que relata los eventos de la Rebelión de Hōgen estrechamente relacionada.
La versión en rollo del cuento, llamada Heiji monogatari emaki o Heiji monogatari ekotoba, data del siglo XIII. Cuenta la historia en color en papel, en cinco rollos. Cada rollo comienza y termina con una parte escrita del cuento, que describe los eventos representados en una sola pintura continua a lo largo del rollo. Quizás la escena más famosa de estos cinco pergaminos es la quema del Ataque Nocturno del Palacio Sanjō. Los rollos emaki se encuentran actualmente en el Museo de Bellas Artes en Boston, Massachusetts.

## Rivalidades
El Cantar de Heiji presenta un conflicto entre las viejas élites militares aristocráticas y las nuevas. La historia de Heiji va más allá de la plantilla de narración comparativamente simple del Hōgen monogatari hacia un enfoque más complicado que sugiere la necesidad de principios más matizados y políticas más flexibles que se vuelvan más apropiadas para tiempos desesperados.
Como en la historia de Hōgen, las rivalidades multinivel e interrelacionadas conducen a la guerra; y los personajes principales se presentan en orden de estado tradicional: emperadores y ex emperadores primero, ministros de Fujiwara en segundo lugar y guerreros del clan militar en tercer lugar.
- 1.º nivel de rivalidad—un conflicto entre emperadores:
  - Emperador enclaustrado Go-Shirakawa (後白河天皇), 1127–1192
  - Emperador Nijo (二条天皇), 1143–1165
- 2.º nivel de rivalidad—un conflicto entre aristócratas kuge:
  - Fujiwara no Michinori (藤原通憲), también conocido por su nombre de sacerdote, Shinzei (信西), 11__-1160
  - Fujiwara no Nobuyori (藤原信頼), 1133–1159
- 3.º nivel de rivalidad—un conflicto entre (y dentro) clanes guerreros:
  - Taira no Kiyomori (平 清盛), 1118–1181
  - Minamoto no Yoshitomo (源 義朝), 1123–1160[5]

Como en la historia de Hōgen, la estructura narrativa se divide en tres segmentos distintos:
- La parte 1 presenta los orígenes de los conflictos.
- La parte 2 vuelve a contar el curso de los eventos.
- La parte 3 enumera las trágicas consecuencias.[5]

## Historiografíamonogatari
Los japoneses han desarrollado una serie de estrategias complementarias para capturar, preservar y difundir los elementos esenciales de su historia nacional comúnmente aceptada: crónicas de soberanos y eventos, biografías de personas y personalidades eminentes, y el cuento militar o gunki monogatari. Esta última forma evolucionó de un interés en registrar las actividades de los conflictos militares a fines del siglo XII. Las principales batallas, las pequeñas escaramuzas y los concursos individuales, y las figuras militares que animan estos relatos, han pasado de generación en generación en los formatos narrativos del Hōgen monogatari (1156), el Heiji monagatari (1159-1160), y el Heike monogatari (1180-1185).
En cada uno de estos monogatari familiares, las figuras centrales son popularmente conocidas, los principales eventos generalmente se entienden, y las apuestas como se entendieron en ese momento se aceptan convencionalmente como elementos en los cimientos de la cultura japonesa. La precisión de cada uno de estos registros históricos se ha convertido en un tema convincente para su posterior estudio; y se ha demostrado que algunas cuentas resisten un escrutinio minucioso, mientras que otros supuestos "hechos" han resultado ser inexactos.